# Something Beautiful (album Miley Cyrus)
Something Beautiful – dziewiąty album studyjny amerykańskiej piosenkarki Miley Cyrus, wydany 30 maja 2025 nakładem wydawnictwa Columbia Records. Został wyprodukowany głównie we współpracy z Shawnem Everettem. 6 czerwca 2025 odbyła się premiera towarzyszącego mu filmu muzycznego pod tym samym tytułem, który Cyrus napisała i wyreżyserowała wraz z Jacobem Bixenmanem i Brendanem Walterem.
Zebrał mieszane recenzje krytyków muzycznych, którzy komplementowali jego produkcję, ale krytykowali same piosenki. Zadebiutował w pierwszych piątkach list sprzedaży w kilkunastu państwach, między innymi Stanach Zjednoczonych, Wielkiej Brytanii i Australii.
W ramach promocji zostały wydane teledyski do wybranych utworów, stanowiące fragmenty filmu muzycznego. 3 kwietnia 2025 odbyła się premiera pierwszego promującego go singla, „End of the World”.

## Geneza i powstanie
W listopadzie 2024 Cyrus zdradziła w wywiadzie z magazynem „Harper’s Bazaar”, że od około pół roku pracuje z producentem muzycznym Shawnem Everettem nad albumem wizualnym Something Beautiful. Dodała, że wraz z reżyserem Panosem Cosmatosem tworzy towarzyszący mu film, a jej inspiracją jest album The Wall (1979) zespołu Pink Floyd wraz z towarzyszącym mu filmem Ściana (1982). Opisała go jako „album koncepcyjny, który jest próbą wyleczenia pewnej chorej kultury za pomocą muzyki”, gdzie każda piosenka ma właściwości lecznicze. Jego producentami wykonawczymi są Cyrus i Everett, zaś jednym z producentów muzycznych jest partner artystki, Maxx Morando.

## Oprawa graficzna
Zdjęcia do oprawy graficznej albumu wykonał fotograf Glen Luchford. Okładka przedstawia Cyrus w kreacji haute couture projektu Thierry’ego Muglera z kolekcji jesiennej 1997, z pierzastym nakryciem głowy. Na innym ze zdjęć promujących album zapozowała w pasiastym, futrzanym płaszczu z tej samej kolekcji.

## Film
Towarzyszący albumowi film muzyczny Something Beautiful został napisany i wyreżyserowany przez Cyrus, Jacoba Bixenmana i Brendana Waltera. Wyprodukowały go wytwórnie Columbia Records, Sony Music Vision, Live Nation Entertainment i XYZ Films. Został opisany jako „jedyna w swoim rodzaju pop opera” i „wyjątkowe doświadczenie wizualne napędzane fantazją”. 25 marca 2025 Cyrus zapowiedziała jego premierę kinową na czerwiec 2025 i opublikowany pierwszy zwiastun. Premiera filmu odbyła się 6 czerwca 2025 w ramach Tribeca Festivalu w Nowym Jorku. Następnie był on wyświetlany w kinach podczas pojedynczych seansów, 12 czerwca 2025 w Stanach Zjednoczonych i Kanadzie oraz 27 czerwca 2025 w pozostałych państwach.

## Wydanie i promocja
17 marca 2025 Cyrus udostępniła nowe grafiki w swoich mediach społecznościowych, a na świecie zaczęły być instalowane plakaty zwiastujące Something Beautiful. 24 marca 2025 ogłosiła datę premiery albumu i opublikowała jego okładkę. 19 maja 2025 podała listę utworów.

### Single promocyjne
31 marca 2025 Cyrus opublikowała w odstępie kilku godzin dwa pierwsze utwory z albumu, „Prelude” i „Something Beautiful”, wraz z towarzyszącymi im teledyskami.
3 kwietnia 2025 odbyła się premiera pierwszego promującego go singla, „End of the World”, wraz z teledyskiem. Dotarł on do 43. miejsca światowego notowania Billboard Global 200. W Stanach Zjednoczonych osiągnął 52. pozycję na Hot 100 „Billboardu” oraz uplasował się w pierwszych dwudziestkach notowań airplay: Pop Airplay, Adult Pop Airplay i Adult Contemporary. W Wielkiej Brytanii dotarł do 23. miejsca na UK Singles Chart. Większy sukces odniósł w Europie, gdzie był notowany w pierwszych dziesiątkach list w kilku państwach, w tym w Polsce, gdzie uplasował się na 9. pozycji zestawienia airplay OLiA.
9 maja 2025 odbyła się premiera piosenki „More to Lose” i towarzyszącego jej teledysku. 30 maja 2025, w dniu premiery albumu, został opublikowany teledysk do „Easy Lover”. 11 lipca 2025 w sklepie internetowym Cyrus zostanie wydany winylowy singel „Every Girl You’ve Ever Loved”.

### Występy
3 maja 2025 Cyrus dała prywatny występ w nowojorskim hotelu Casa Cipriani, gdzie wykonała przedpremierowo „More to Lose”. 6 maja 2025 wzięła udział w zorganizowanym przez serwis Spotify w Nowym Jorku przedpremierowym odsłuchu albumu dla zaproszonych fanów. 21 maja 2025 został opublikowany wywiad z Cyrus, przeprowadzony przez Zane’a Lowe dla serwisu Apple Music. Dzień później udzieliła wywiadu i wykonała „More to Lose” w talk-show Jimmy Kimmel Live!. 27 maja 2025 zagrała prywatny koncert w hotelu Chateau Marmont w Los Angeles dla fanów wybranych w aplikacji TikTok, na którym zaprezentowała „More to Lose”, „Easy Lover” i „End of the World”, a także starsze utwory „Flowers” i „The Climb”.
Po premierze albumu dała serię kameralnych występów. 30 maja 2025 pojawiła się niezapowiedziana na imprezie z okazji premiery w klubie 3 Dollar Bill Club na Brooklynie, gdzie zaśpiewała „Easy Lover”. 2 czerwca 2025 wykonała „More to Lose”, „Easy Lover” i „Flowers” podczas niezapowiedzianego występu w Bemelmans Barze w Carlyle Hotelu w Nowym Jorku. 4 czerwca 2025 wzięła udział w podpisywaniu albumu w nowojorskim sklepie Rough Trade, gdzie również zaśpiewała pochodzące z niego piosenki. Tego samego dnia była gościem talk-show The Tonight Show Starring Jimmy Fallon. Dzień później odbyła się premiera wywiadu z nią w podcaście Every Single Album.

## Odbiór krytyczny
Something Beautiful został odebrany mieszanie przez krytyków muzycznych. W serwisie Metacritic agregującym profesjonalne recenzje zdobył wynik 71/100 na podstawie 16 zgromadzonych opinii. Osiągnął także wynik 69/100 na portalu Album of the Year i 6,5/10 na AnyDecentMusic?.
Rob Sheffield z czasopisma „Rolling Stone”, napisał że „Cyrus mierzy wyżej niż kiedykolwiek”. Nick Levine z serwisu NME nazwał album „w pełni zrealizowaną wypowiedzią artystyczną”, dodając, że Cyrus „nagrywa co chce i kiedy chce, bo wie, że ma do tego odpowiednie umiejętności”. Pochwalił album za elementy filmowe i pewność w łączeniu gatunków muzycznych. Roisin O’Connor z czasopisma „The Independent” oceniła, że album „nie jest aż tak szalony ani nowatorski, jak jej się wydaje, ale jego duch przygody odzwierciedla to, co poznaliśmy i pokochaliśmy w jednej z naszych najbardziej frustrujących, a jednocześnie najbardziej ujmujących gwiazd popu”. Sal Cinquemani z portalu Slant Magazine napisała, że „muzyka na Something Beautiful, w przeciwieństwie do poprzednika [Endless Summer Vacation], emanuje tak wielką osobowością, jak sama piosenkarka”. Alexis Petridis z czasopisma „The Guardian” nazwała album „bardzo dobrze napisaną i wykonaną, zróżnicowaną serią dobrych nośników dla potężnego, chrapliwego głosu Cyrus”. Matt Mitchell z serwisu Paste napisał, że „Miley Cyrus w swojej najlepszej formie była warta czekania” i „eklektyzm nie ginie już w próżni piosenek nastawionych na listy przebojów”. Dakota West Foss z portalu Sputnikmusic opisała wydawcnictwo jako „absolutny triumf, który odrzuca wszelkie kwalifikatory i stanowi mocną kandydaturę do tytułu najlepszego dotychczas dużego albumu popowego 2025 roku”. Heather Phares z serwisu AllMusic napisała: „Niespożyta kreatywność Cyrus i jej kunszt to imponujące połączenie, dzięki czemu Something Beautiful cechuje się nieustraszonością i zmysłowością, które mogą być początkiem czegoś ekscytującego w jej muzyce”.
W mieszanej recenzji Joe Muggs z serwisu The Arts Desk ocenił, że album „brzmi jak miliard dolarów” i pochwalił produkcję muzyczną, ale skrytykował same utwory. Opisał go jako „kolejna cudownie chaotyczna odsłona w genialnie chaotycznej karierze – i być może, być może zapowiedź arcydzieła, które z pewnością [Cyrus] ma w sobie”. Wren Graves z portalu Consequence zwróciła uwagę na „pokaz wokalny od góry do dołu, z odrobiną poezji i kilkoma koncepcyjnymi akcentami”, jednak opisała album jako „daleki od perfekcji”, oceniając: „efekt jest chaotyczny, ambitny, czasami frustrujący i jedyny w swoim rodzaju”. Megan LaPierre z serwisu Exclaim! pochwaliła produkcję i wokal, jednak opisała album jako „oszołomiony na zjeździe, po którym nie potrafisz przypomnieć sobie ani jednego z banalnych tekstów czy powtarzalnych melodii” oraz „sam styl, pozbawiony jakiejkolwiek treści”. Robin Murray z magazynu Clash wyraził opinię, że album „poszukuje jedności, która nie do końca się łączy, a jednocześnie brakuje mu niektórych wzniosłych szczytów bardziej komercyjnej twórczości Miley”.
W negatywnej recenzji Madison Bloom z serwisu Pitchfork opisała Something Beautiful jako „album koncepcyjny pozbawiony koncepcji”, którego mocny początek rozmywa się z powodu generycznego pop-rocka i bezsensownych tekstów. Choć pochwaliła wokal Cyrus, skrytykowała album jako „pozbawiony kierunku i tematycznie niejasny”. Neil McCormick z czasopisma „The Telegraph” nazwał go „praktycznie nie do słuchania” i scharakteryzował jako „paradę banalnych piosenek”. Ed Power z „The Irish Times” opisał go jako „ambitny, ale niejednolity i mało imponujący”, a także „w dużej mierze bezbarwny i pozbawiony blasku”.

## Odbiór komercyjny
W Stanach Zjednoczonych Something Beautiful zadebiutował na trzecim miejscu notowania Billboard 200, co czyniło go 15. albumem Cyrus w pierwszej dziesiątce. Na wynik złożyło się 44 tysiące ekwiwalentów sprzedanych egzemplarzy, w tym 27 tysiące faktycznie sprzedanych egzemplarzy, co dało mu drugie miejsce na Top Album Sales, oraz 17 tysięcy ekwiwalentów na podstawie odsłuchań w serwisach strumieniowych.
W Wielkiej Brytanii zadebiutował na trzecim miejscu notowania UK Albums Chart, co było najwyższym wynikiem spośród nowych albumów tygodnia. W Australii zadebiutował na czwartym miejscu listy Top 50 Albums.
W Polsce zadebiutował na trzecim miejscu listy OLiS. Na jego notowaniach składowych uplasował się na pozycjach: 5. na OLiS – albumy fizycznie, 32. na OLiS – albumy w streamie i 3. na OLiS – albumy – winyle.

## Lista utworów
Opracowano na podstawie informacji portalu Pitchfork i danych w serwisie Apple Music.
| Nr  | Tytuł utworu                                               | Autorzy | Producenci                                                                       | Długość |
| --- | ---------------------------------------------------------- | --- | -------------------------------------------------------------------------------- | ------- |
| 1.  | „Prelude”                                                  | Miley Cyrus · Maxx Morando · Cole Haden · Shawn Everett · Jonathan Rado · Michael Pollack                                  | Cyrus · Morando · Everett · Rado · Pollack                                       | 2:35    |
| 2.  | „Something Beautiful”                                      | Cyrus · Morando · Max Taylor-Sheppard · Pollack · Ryan Beatty                                                              | Cyrus · Morando · Taylor-Sheppard · Everett · Rado · Pollack                     | 4:31    |
| 3.  | „End of the World”                                         | Cyrus · Pollack · Gregory Aldae Hein · Everett · Rado · Molly Rankin · Alec O’Hanley                                       | Cyrus · Everett · Pollack · Rado · Morando · Taylor-Sheppard · Rankin · O’Hanley | 4:10    |
| 4.  | „More to Lose”                                             | Cyrus · Pollack · Autumn Rowe                                                                                              | Cyrus · Everett · Pollack · Rado · BJ Burton                                     | 4:35    |
| 5.  | „Interlude 1”                                              | Cyrus · Morando · Taylor-Sheppard · Everett · Rado · Pollack                                                               | Cyrus · Morando · Everett · Taylor-Sheppard · Rado · Pollack                     | 1:14    |
| 6.  | „Easy Lover”                                               | Cyrus · Pollack · Ryan Tedder · Omer Fedi                                                                                  | Cyrus · Everett · Pollack · Rado                                                 | 3:06    |
| 7.  | „Interlude 2”                                              | Cyrus · Morando · Everett · Rado · Pollack                                                                                 | Cyrus · Morando · Everett · Rado · Pollack                                       | 1:30    |
| 8.  | „Golden Burning Sun”                                       | Cyrus · Pollack · Everett · Rado · Bibi Bourelly · Tobias Jesso Jr.                                                        | Cyrus · Everett · Rado · Pollack · Burton                                        | 4:54    |
| 9.  | „Walk of Fame” (gościnnie: Brittany Howard)                | Cyrus · Morando · Pollack · Everett · Howard · Rado                                                                        | Cyrus · Everett · Pollack · Rado · Morando · Howard                              | 6:00    |
| 10. | „Pretend You’re God”                                       | Cyrus · Morando · Hein · Pollack · Andrew Wyatt · Emile Haynie · Everett · Rado                                            | Cyrus · Everett · Rado · Pollack · Morando · Kenny Segal                         | 4:39    |
| 11. | „Every Girl You’ve Ever Loved” (gościnnie: Naomi Campbell) | Cyrus · Pollack · Everett · O’Hanley · Rado · Marie Davidson · David Dewaele · Stephen Dewaele · Pierre Guerineau · Rankin | Cyrus · Everett · Rado · Pollack · Ian Gold                                      | 5:18    |
| 12. | „Reborn”                                                   | Cyrus · Hein · Pollack · Morando · Taylor-Sheppard · Everett · Rado · Ethan Shevin · Gold                                  | Cyrus · Everett · Rado · Pollack · Morando · Taylor-Sheppard · Shevin            | 5:42    |
| 13. | „Give Me Love”                                             | Cyrus · Kid Harpoon · Tyler Johnson                                                                                        | Cyrus · Everett · Rado · Pollack · Kid Harpoon · Johnson                         | 3:51    |
|     |                                                            | |                                                                                  | 52:05   |

Dodatkowe informacje
- „Every Girl You’ve Ever Loved(inne języki)” zawiera sampel z utworu „Work It” (Soulwax remix) w wykonaniu Marie Davidson(inne języki).

## Pozycje na listach sprzedaży
| Terytorium        | Notowanie                         | Najwyższa pozycja | Źr.    |
| ----------------- | --------------------------------- | ----------------- | ------ |
| Australia         | Top 50 Albums                     | 4                 | [ 72 ] |
| Austria           | Ö3 Austria Top 40                 | 1                 | [ 73 ] |
| Belgia (Flandria) | Ultratop 200 Albums               | 6                 | [ 74 ] |
| Belgia (Walonia)  | Ultratop 200 Albums               | 2                 | [ 75 ] |
| Czechy            | Albums – Top 100                  | 28                | [ 76 ] |
| Dania             | Hitlisten                         | 18                | [ 77 ] |
| Finlandia         | Suomen virallinen lista – Albumit | 31                | [ 78 ] |
| Francja           | Top Albums                        | 13                | [ 79 ] |
| Hiszpania         | Top 100 Álbumes                   | 6                 | [ 80 ] |
| Holandia          | Album Top 100                     | 6                 | [ 81 ] |
| Irlandia          | Official Irish Albums Chart       | 14                | [ 82 ] |
| Japonia           | Oricon International Albums       | 13                | [ 83 ] |
| Kanada            | Billboard Canadian Albums         | 13                | [ 84 ] |
| Litwa             | Albumų Top 100                    | 32                | [ 85 ] |
| Niemcy            | Albumcharts                       | 4                 | [ 86 ] |
| Norwegia          | VG-lista Album                    | 14                | [ 87 ] |
| Nowa Zelandia     | Top 40 Albums                     | 2                 | [ 88 ] |
| Polska            | OLiS                              | 7                 | [ 66 ] |
| Polska            | OLiS – albumy fizycznie           | 5                 | [ 67 ] |
| Polska            | OLiS – albumy w streamie          | 32                | [ 68 ] |
| Polska            | OLiS – albumy – winyle            | 3                 | [ 69 ] |
| Portugalia        | Top 50 Albums                     | 3                 | [ 89 ] |
| Słowacja          | Albums – Top 100                  | 75                | [ 90 ] |
| Stany Zjednoczone | Billboard 200                     | 4                 | [ 91 ] |
| Stany Zjednoczone | Top Album Sales                   | 2                 | [ 92 ] |
| Szkocja           | Official Scottish Albums Chart    | 4                 | [ 93 ] |
| Szwajcaria        | Alben Top 100                     | 3                 | [ 94 ] |
| Szwecja           | Veckolista Album                  | 24                | [ 95 ] |
| Węgry             | Album Top 40 slágerlista          | 10                | [ 96 ] |
| Wielka Brytania   | UK Albums Chart                   | 3                 | [ 97 ] |
| Włochy            | Classifica FIMI Album             | 23                | [ 98 ] |